# 55678 Lampos
55678 Lampos este o planetă minoră (asteroid), cu un diametru de 17,636 km, din Asteroid troian al lui Jupiter. A fost descoperită pe 26 martie 1971 la Observatorul Palomar de Cornelis Johannes van Houten. 
Obiectul prezintă o orbită caracterizată de o semiaxă mare de 5,2310546697199 UAi, o excentricitate de 0,101, o înclinație de 7,4 ° în raport cu ecliptica.